# 阿戈尔多
阿戈尔多（義大利語：Agordo）是意大利威尼托大区贝卢诺省的一个镇，面积23.7平方公里，人口4,225人（2004年）。

## 友好城市
- 義大利祖利亚诺
- 法國多洛米约